# 长脐红豆
长脐红豆（学名：Ormosia balansae）为豆科红豆属下的一个种。

## 扩展阅读
- 維基物種上的相關：长脐红豆